# Schweinemord
Em 1915, devido às restrições e racionamento de alimentos da Primeira Guerra Mundial, a burocracia alemã decidiu considerar os porcos como co-comedores de seres humanos e tentou preservar os mantimentos. Como resultado, cinco milhões de porcos foram massacrados no chamado Schweinemord (em alemão: massacre de porcos) com o objetivo de produzir alimentos e preservar cereais. No entanto, pouco contribuiu para aumentar a oferta de cereais, uma vez que as autoridades não tiveram em conta o uso de adubo de porco como fertilizante nos minifúndios. Devido a este facto, a matança dos porcos levou à diminuição do rendimento das culturas na região.